# Metacerkarie

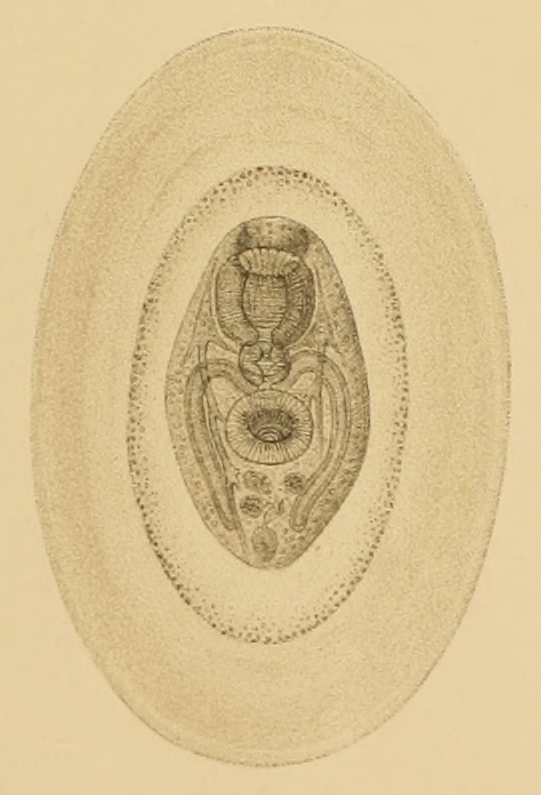
metacerkarie

Metacerkarie je poslední larvální stádium motolic, které je již infekční pro definitivního hostitele. V podstatě se jedná o superzralou malou motoličku, která je uzavřena v ochranné cystě. Hostitel se nakazí pozřením těchto stádií a v trávicím traktu se působením trávicích enzymů naruší cysta a motolice se uvolní z cysty a migruje skrze střevní stěnu do břišní dutiny.